# Männerturnverein Stuttgart 1843 2023-2024
Questa voce raccoglie le informazioni riguardanti il Männerturnverein Stuttgart 1843 nelle competizioni ufficiali della stagione 2023-2024.

## Stagione
Il Männerturnverein Stuttgart 1843 partecipa alla stagione 2023-24 con la denominazione sponsorizzata Allianz MTV Stuttgart.
Chiude la regular season di 1. Bundesliga al secondo posto, accedendo ai play-off scudetto dopo il turno intermedio: ai quarti di finale supera il Münster, mentre in semifinale elimina il Dresdner, andando poi ad aggiudicarsi il titolo nazionale dopo le cinque gare di finale contro lo Schweriner. Nelle altre competizioni domestiche ottiene la sua quinta affermazione in Coppa di Germania e la seconda in Supercoppa tedesca, sconfiggendo rispettivamente il Potsdam e lo Schweriner.
In Champions League si spinge fino ai quarti di finale, venendo estromesso dal torneo dalle turche del Fenerbahçe.

## Organigramma societario
Area direttiva
- Presidente: Rüdiger Bauer

Area tecnica
- Allenatore: Konstantin Bitter
- Allenatore in seconda: Wojciech Kurczyński
- Assistente allenatore: Vitus Raßhofer, Tim Stein
- Scoutman: Andreas Bühler

Area sanitaria
- Medico: Florian Pfalzer, Gerhard Zeithammel, Frank Stefan Zieger
- Fisioterapista: Christina Haimerl

## Rosa
| N° | Nome                 | Ruolo | Data di nascita   | Nazionalità sportiva |
| -- | -------------------- | ----- | ----------------- | -------------------- |
| 1  | Roosa Koskelo        | L     | 20 agosto 1991    | Finlandia            |
| 2  | Michelle Petter      | L     | 4 febbraio 1997   | Germania             |
| 3  | María Segura         | S     | 10 giugno 1992    | Spagna               |
| 4  | Ivana Vanjak         | S     | 30 maggio 1995    | Croazia              |
| 5  | Corina Glaab         | P     | 25 maggio 2000    | Germania             |
| 7  | Vera Mulder          | O     | 14 settembre 2000 | Paesi Bassi          |
| 8  | Monique Strubbe      | C     | 5 luglio 2001     | Germania             |
| 9  | Eline Timmerman      | C     | 30 dicembre 1998  | Paesi Bassi          |
| 10 | Jolien Knollema      | S     | 5 gennaio 2003    | Paesi Bassi          |
| 12 | Britt Bongaerts      | P     | 3 novembre 1996   | Paesi Bassi          |
| 13 | Krystal Rivers       | O     | 23 maggio 1994    | Stati Uniti          |
| 14 | Jovana Mirosavljević | S     | 16 gennaio 2000   | Serbia               |
| 16 | Kayla Haneline       | C     | 4 luglio 1994     | Stati Uniti          |
| 17 | Alexis Hart          | O     | 23 maggio 1998    | Stati Uniti          |

## Mercato
| Acquisti | Acquisti             | Acquisti   | Acquisti   |
| R.       | Nome                 | da         | Modalità   |
| -------- | -------------------- | ---------- | ---------- |
| C        | Kayla Haneline       | Dresdner   | definitivo |
| S        | Jolien Knollema      | Firenze    | definitivo |
| S        | Jovana Mirosavljević | Târgoviște | definitivo |
| O        | Vera Mulder          | Erfurt     | definitivo |
| C        | Monique Strubbe      | Dresdner   | definitivo |
| S        | Ivana Vanjak         | -          | definitivo |

| Cessioni | Cessioni        | Cessioni    | Cessioni   |
| R.       | Nome            | a           | Modalità   |
| -------- | --------------- | ----------- | ---------- |
| S        | Luisa Keller    | PTSV Aachen | definitivo |
| P        | Hannah Kohn     | Vilsbiburg  | definitivo |
| S        | Laura Künzler   | Nilüfer     | definitivo |
| S        | Simone Lee      | Sarıyer     | definitivo |
| C        | Marie Schölzel  | Radomka     | definitivo |
| C        | Barbara Wezorke | -           | ritirata   |

## Risultati

### 1. Bundesliga

#### Girone di andata
| 1ª giornata - 6 ottobre 2023 SCHARRena, Stoccarda                       | MTV Stoccarda | 3 - 2 | Wiesbaden     | 20-25, 25-17, 22-25, 25-23, 17-15 |
| 2ª giornata - 11 ottobre 2023 Sporthalle Berg Fidel, Münster            | Münster       | 0 - 3 | MTV Stoccarda | 22-25, 11-25, 16-25               |
| 3ª giornata - 21 ottobre 2023 SCHARRena, Stoccarda                      | MTV Stoccarda | 3 - 0 | Vilsbiburg    | 25-23, 25-15, 25-16               |
| 4ª giornata - 28 ottobre 2023 Sporthalle Wolfsgrube, Suhl               | Suhl          | 2 - 3 | MTV Stoccarda | 17-25, 25-22, 17-25, 28-26, 9-15  |
| 5ª giornata - 11 novembre 2023 CGM Arena, Coblenza                      | Neuwied       | 0 - 3 | MTV Stoccarda | 18-25, 20-25, 12-25               |
| 6ª giornata - 18 novembre 2023 SCHARRena, Stoccarda                     | MTV Stoccarda | 1 - 3 | Dresdner      | 23-25, 25-23, 16-25, 23-25        |
| 7ª giornata - 25 novembre 2023 Sporthalle Neuköllner Straße, Aquisgrana | PTSV Aachen   | 1 - 3 | MTV Stoccarda | 16-25, 25-23, 21-25, 17-25        |
| 8ª giornata - 19 dicembre 2023 SCHARRena, Stoccarda                     | MTV Stoccarda | 3 - 2 | Schweriner    | 25-13, 20-25, 25-20, 26-28, 15-12 |
| 9ª giornata - 9 dicembre 2023 MBS Arena Potsdam, Potsdam                | Potsdam       | 0 - 3 | MTV Stoccarda | 26-28, 15-25, 23-25               |

#### Girone di ritorno
| 10ª giornata - 16 dicembre 2023 Platz der Deutschen Einheit, Wiesbaden | Wiesbaden     | 1 - 3 | MTV Stoccarda | 12-25, 20-25, 26-24, 15-25        |
| 11ª giornata - 23 dicembre 2023 SCHARRena, Stoccarda                   | MTV Stoccarda | 3 - 2 | Münster       | 17-25, 25-18, 25-19, 23-25, 15-11 |
| 12ª giornata - 30 dicembre 2023 Ballsporthalle, Vilsbiburg             | Vilsbiburg    | 1 - 3 | MTV Stoccarda | 25-22, 18-25, 23-25, 12-25        |
| 13ª giornata - 4 gennaio 2024 SCHARRena, Stoccarda                     | MTV Stoccarda | 3 - 0 | Suhl          | 25-22, 25-19, 25-21               |
| 14ª giornata - 13 gennaio 2024 SCHARRena, Stoccarda                    | MTV Stoccarda | 3 - 0 | Neuwied       | 25-11, 25-11, 25-13               |
| 15ª giornata - 20 gennaio 2024 Margon Arena, Dresda                    | Dresdner      | 1 - 3 | MTV Stoccarda | 21-25, 25-23, 20-25, 17-25        |
| 16ª giornata - 24 gennaio 2024 SCHARRena, Stoccarda                    | MTV Stoccarda | 3 - 0 | PTSV Aachen   | 25-12, 25-19, 25-20               |
| 17ª giornata - 27 gennaio 2024 ARENA Schwerin, Schwerin                | Schweriner    | 2 - 3 | MTV Stoccarda | 22-25, 25-21, 25-23, 17-25, 13-15 |
| 18ª giornata - 3 febbraio 2024 SCHARRena, Stoccarda                    | MTV Stoccarda | 0 - 3 | Potsdam       | 24-26, 20-25, 21-25               |

#### Turno intermedio - Gruppo A (1-5)
| 1ª giornata - 10 febbraio 2024 Sporthalle Wolfsgrube, Suhl | Suhl          | 0 - 3 | MTV Stoccarda | 16-25, 22-25, 19-25               |
| 2ª giornata - 17 febbraio 2024 SCHARRena, Stoccarda        | MTV Stoccarda | 3 - 0 | Potsdam       | 25-17, 25-17, 25-23               |
| 3ª giornata - 25 febbraio 2024 SCHARRena, Stoccarda        | MTV Stoccarda | 2 - 3 | Dresdner      | 22-25, 25-20, 21-25, 25-20, 10-15 |
| 4ª giornata - 9 marzo 2024 ARENA Schwerin, Schwerin        | Schweriner    | 3 - 2 | MTV Stoccarda | 25-23, 28-26, 22-25, 23-25, 15-12 |

#### Play-off scudetto
| Quarti di finale (gara 1) - 23 marzo 2024 SCHARRena, Stoccarda           | MTV Stoccarda | 3 - 1 | Münster       | 25-19, 26-28, 25-18, 25-20        |
| Quarti di finale (gara 2) - 28 marzo 2024 Sporthalle Berg Fidel, Münster | Münster       | 0 - 3 | MTV Stoccarda | 19-25, 18-25, 22-25               |
| Semifinali (gara 1) - 3 aprile 2024 SCHARRena, Stoccarda                 | MTV Stoccarda | 3 - 0 | Dresdner      | 25-20, 25-18, 25-23               |
| Semifinali (gara 2) - 6 aprile 2024 Margon Arena, Dresda                 | Dresdner      | 0 - 3 | MTV Stoccarda | 18-25, 16-25, 16-25               |
| Finale (gara 1) - 13 aprile 2024 ARENA Schwerin, Schwerin                | Schweriner    | 3 - 2 | MTV Stoccarda | 25-27, 25-20, 25-12, 15-25, 15-9  |
| Finale (gara 2) - 17 aprile 2024 SCHARRena, Stoccarda                    | MTV Stoccarda | 3 - 2 | Schweriner    | 25-14, 25-21, 24-26, 22-25, 15-12 |
| Finale (gara 3) - 20 aprile 2024 ARENA Schwerin, Schwerin                | Schweriner    | 3 - 2 | MTV Stoccarda | 20-25, 12-25, 25-21, 25-23, 15-8  |
| Finale (gara 4) - 20 aprile 2024 SCHARRena, Stoccarda                    | MTV Stoccarda | 3 - 0 | Schweriner    | 26-24, 25-19, 25-20               |
| Finale (gara 5) - 28 aprile 2024 ARENA Schwerin, Schwerin                | Schweriner    | 1 - 3 | MTV Stoccarda | 25-17, 20-25, 13-25, 13-25        |

### Coppa di Germania
| Ottavi di finale - 4 novembre 2023 Mergelsberg-Sporthalle, Borken            | Skurios Borken | 0 - 3 | MTV Stoccarda | 13-25, 18-25, 19-25        |
| Quarti di finale - 22 novembre 2023 Sporthalle Neuköllner Straße, Aquisgrana | PTSV Aachen    | 1 - 3 | MTV Stoccarda | 25-22, 16-25, 18-25, 15-25 |
| Semifinali - 14 dicembre 2023 Margon Arena, Dresda                           | Dresdner       | 1 - 3 | MTV Stoccarda | 15-25, 25-23, 26-28, 13-25 |
| Finale - 3 marzo 2024 SAP Arena, Mannheim                                    | Potsdam        | 0 - 3 | MTV Stoccarda | 14-25, 19-25, 15-25        |

### Supercoppa tedesca
| 15 ottobre 2023 Stadthalle Rostock, Rostock | Schweriner | 1 - 3 | MTV Stoccarda | 25-27, 25-21, 17-25, 21-25 |

### Champions League

#### Fase a gironi
| 1ª giornata - 7 novembre 2023 Hala Podpromie, Rzeszów | Developres Rzeszów | 3 - 2 | MTV Stoccarda      | 23-25, 26-24, 17-25, 25-23, 15-12 |
| 2ª giornata - 15 novembre 2023 SCHARRena, Stoccarda   | MTV Stoccarda      | 1 - 3 | Imoco              | 25-21, 19-25, 20-25, 18-25        |
| 3ª giornata - 28 novembre 2023 Topsporthal, Beveren   | Asterix Avo        | 0 - 3 | MTV Stoccarda      | 20-25, 18-25, 16-25               |
| 4ª giornata - 5 dicembre 2023 PalaVerde, Villorba     | Imoco              | 3 - 0 | MTV Stoccarda      | 25-19, 25-15, 25-23               |
| 5ª giornata - 10 gennaio 2024 SCHARRena, Stoccarda    | MTV Stoccarda      | 3 - 2 | Developres Rzeszów | 21-25, 20-25, 25-19, 25-14, 15-9  |
| 6ª giornata - 16 gennaio 2024 SCHARRena, Stoccarda    | MTV Stoccarda      | 3 - 0 | Asterix Avo        | 25-14, 25-13, 25-16               |

#### Fase a eliminazione diretta
| Play-off (andata) - 1º febbraio 2024 SCHARRena, Stoccarda                        | MTV Stoccarda | 3 - 0 | Potsdam       | 25-18, 27-25, 25-19               |
| Play-off (ritorno) - 7 febbraio 2024 MBS Arena Potsdam, Potsdam                  | Potsdam       | 0 - 3 | MTV Stoccarda | 19-25, 24-26, 22-25               |
| Quarti di finale (andata) - 20 febbraio 2024 SCHARRena, Stoccarda                | MTV Stoccarda | 3 - 2 | Fenerbahçe    | 22-25, 26-24, 19-25, 25-20, 15-10 |
| Quarti di finale (ritorno) - 28 febbraio 2024 Burhan Felek Spor Salonu, Istanbul | Fenerbahçe    | 3 - 1 | MTV Stoccarda | 25-15, 25-15, 23-25, 25-19        |

## Statistiche

### Statistiche di squadra
| Competizione       | Punti | In casa | In casa | In casa | In trasferta | In trasferta | In trasferta | Totale | Totale | Totale |
| Competizione       | Punti | G       | V       | P       | G            | V            | P            | G      | V      | P      |
| ------------------ | ----- | ------- | ------- | ------- | ------------ | ------------ | ------------ | ------ | ------ | ------ |
| 1. Bundesliga      | 43/17 | 15      | 12      | 3       | 16           | 13           | 3            | 31     | 25     | 6      |
| Coppa di Germania  | -     | 0       | 0       | 0       | 3            | 3            | 0            | 4      | 4      | 0      |
| Supercoppa tedesca | -     | -       | -       | -       | -            | -            | -            | 1      | 1      | 0      |
| Champions League   | 9     | 5       | 4       | 1       | 5            | 2            | 3            | 10     | 6      | 4      |
| Totale             | -     | 20      | 16      | 4       | 24           | 18           | 6            | 46     | 36     | 10     |

G = partite giocate; V = partite vinte; P = partite perse

### Statistiche dei giocatori
| Giocatrice       | 1. Bundesliga | 1. Bundesliga | 1. Bundesliga | 1. Bundesliga | 1. Bundesliga | Coppa di Germania | Coppa di Germania | Coppa di Germania | Coppa di Germania | Coppa di Germania | Supercoppa tedesca | Supercoppa tedesca | Supercoppa tedesca | Supercoppa tedesca | Supercoppa tedesca | Champions League | Champions League | Champions League | Champions League | Champions League | Totale | Totale | Totale | Totale | Totale |
| Giocatrice       | P             | PT            | AV            | MV            | BV            | P                 | PT                | AV                | MV                | BV                | P                  | PT                 | AV                 | MV                 | BV                 | P                | PT               | AV               | MV               | BV               | P      | PT     | AV     | MV     | BV     |
| ---------------- | ------------- | ------------- | ------------- | ------------- | ------------- | ----------------- | ----------------- | ----------------- | ----------------- | ----------------- | ------------------ | ------------------ | ------------------ | ------------------ | ------------------ | ---------------- | ---------------- | ---------------- | ---------------- | ---------------- | ------ | ------ | ------ | ------ | ------ |
| B. Bongaerts     | 29            | 88            | 41            | 35            | 12            | 3                 | 10                | 3                 | 5                 | 2                 | 1                  | 3                  | 0                  | 3                  | 0                  | 10               | 26               | 9                | 10               | 7                | 43     | 127    | 53     | 53     | 21     |
| C. Glaab         | 16            | 3             | 0             | 0             | 3             | 1                 | 2                 | 1                 | 1                 | 0                 | 0                  | 0                  | 0                  | 0                  | 0                  | 3                | 0                | 0                | 0                | 0                | 20     | 5      | 1      | 1      | 3      |
| K. Haneline      | 16            | 89            | 58            | 25            | 6             | 0                 | 0                 | 0                 | 0                 | 0                 | 1                  | 9                  | 6                  | 3                  | 0                  | 6                | 34               | 23               | 7                | 4                | 23     | 132    | 87     | 35     | 10     |
| A. Hart          | 22            | 157           | 138           | 9             | 10            | 2                 | 16                | 12                | 2                 | 2                 | 0                  | 0                  | 0                  | 0                  | 0                  | 5                | 20               | 18               | 2                | 0                | 29     | 193    | 168    | 13     | 12     |
| J. Knollema      | 30            | 323           | 259           | 38            | 26            | 3                 | 45                | 35                | 8                 | 2                 | 1                  | 10                 | 8                  | 1                  | 1                  | 9                | 95               | 79               | 12               | 4                | 43     | 473    | 381    | 59     | 33     |
| R. Koskelo       | 30            | 0             | 0             | 0             | 0             | 3                 | 0                 | 0                 | 0                 | 0                 | 1                  | 0                  | 0                  | 0                  | 0                  | 10               | 0                | 0                | 0                | 0                | 44     | 0      | 0      | 0      | 0      |
| J. Mirosavljević | 23            | 101           | 81            | 9             | 11            | 3                 | 15                | 11                | 1                 | 3                 | 0                  | 0                  | 0                  | 0                  | 0                  | 6                | 9                | 6                | 1                | 2                | 32     | 125    | 98     | 11     | 16     |
| V. Mulder        | 5             | 41            | 25            | 9             | 7             | 2                 | 16                | 9                 | 2                 | 5                 | 1                  | 0                  | 0                  | 0                  | 0                  | 2                | 0                | 0                | 0                | 0                | 10     | 57     | 34     | 11     | 12     |
| M. Petter        | 6             | 0             | 0             | 0             | 0             | 1                 | 0                 | 0                 | 0                 | 0                 | 0                  | 0                  | 0                  | 0                  | 0                  | 2                | 0                | 0                | 0                | 0                | 9      | 0      | 0      | 0      | 0      |
| K. Rivers        | 22            | 425           | 380           | 29            | 16            | 3                 | 75                | 65                | 7                 | 3                 | 1                  | 32                 | 29                 | 1                  | 2                  | 10               | 189              | 171              | 14               | 4                | 36     | 721    | 645    | 51     | 25     |
| M. Segura        | 28            | 337           | 255           | 32            | 50            | 3                 | 39                | 32                | 1                 | 6                 | 1                  | 15                 | 12                 | 2                  | 1                  | 10               | 96               | 73               | 10               | 13               | 42     | 487    | 372    | 45     | 70     |
| M. Strubbe       | 29            | 259           | 171           | 56            | 32            | 4                 | 32                | 20                | 11                | 1                 | 0                  | 0                  | 0                  | 0                  | 0                  | 9                | 48               | 27               | 17               | 4                | 42     | 339    | 218    | 84     | 37     |
| E. Timmerman     | 28            | 193           | 140           | 47            | 6             | 4                 | 35                | 21                | 13                | 1                 | 1                  | 8                  | 4                  | 3                  | 1                  | 9                | 75               | 45               | 25               | 5                | 42     | 311    | 210    | 88     | 13     |
| I. Vanjak        | 14            | 45            | 35            | 7             | 3             | 0                 | 0                 | 0                 | 0                 | 0                 | 0                  | 0                  | 0                  | 0                  | 0                  | 6                | 18               | 17               | 0                | 1                | 20     | 63     | 52     | 7      | 4      |

P = presenze; PT = punti totali; AV = attacchi vincenti; MV = muri vincenti; BV = battute vincenti